# أندير كابا
أندير كابا رودريغيز (بالإسبانية: Ander Capa Rodríguez)‏ (مواليد 8 فبراير 1992 - بورتغاليتي ، إسبانيا) لاعب كرة قدم إسباني ، يلعب في مراكز ظهير أيمن والجناح الأيمن والجناح الهجومي الأيمن ، ويلعب حاليًا لنادي إيبار الإسباني.

## روابط خارجية
- أندير كابا على موقع قاعدة بيانات كرة القدم.إي يو (الإنجليزية)
- أندير كابا على موقع Soccerbase.com (لاعب) (الإنجليزية)
- أندير كابا على موقع Soccerway.com (الإنجليزية)
- أندير كابا على موقع عالم كرة القدم.نت (الإنجليزية)
- أندير كابا على موقع AS.com (الإسبانية)